# Associazione Sportiva Pro Recco 2011-2012 (femminile)

## Rosa
| N° |                     | Ruolo | Giocatore            |
| -- | ------------------- | ----- | -------------------- |
|    | Italia (bandiera)   | P     | Solveig Stasi        |
|    | Italia (bandiera)   | P     | Elena Gigli          |
|    | Italia (bandiera)   | D     | Elisa Queirolo       |
|    | Italia (bandiera)   | D     | Simona Abbate        |
|    | Italia (bandiera)   | D     | Elena Maggi          |
|    | Italia (bandiera)   | D     | Giulia Bertora       |
|    | Italia (bandiera)   | D     | Raffaella De Benigno |
|    | Italia (bandiera)   | CV    | Roberta Bianconi     |
|    | Italia (bandiera)   | CV    | Claudia Criscuolo    |
|    | Ungheria (bandiera) | CV    | Dóra Kisteleki       |
|    | Italia (bandiera)   | A     | Arianna Gragnolati   |

| N° |                     | Ruolo | Giocatore             |
| -- | ------------------- | ----- | --------------------- |
|    | Ungheria (bandiera) | A     | Rita Dravucz          |
|    | Grecia (bandiera)   | A     | Bernadette Zerbone    |
|    | Italia (bandiera)   | A     | Giulia Rambaldi       |
|    | Italia (bandiera)   | A     | Michela Isola         |
|    | Italia (bandiera)   | A     | Francesca Bonino      |
|    | Italia (bandiera)   | A     | Aleksandra Cotti      |
|    | Italia (bandiera)   | CB    | Teresa Frassinetti    |
|    | Italia (bandiera)   | CB    | Federica Cordaro      |
|    | Canada (bandiera)   | CB    | Joanne Begin          |
|    | Italia (bandiera)   | CB    | Francesca Passalacqua |

### Staff
- Allenatore:  Riccardo Tempestini
- Allenatore in seconda:  Claudio Patrone
- Medico sociale:  Alfredo Delpino
- Preparatore atletico:  Francesco Rizzo